# Rapala

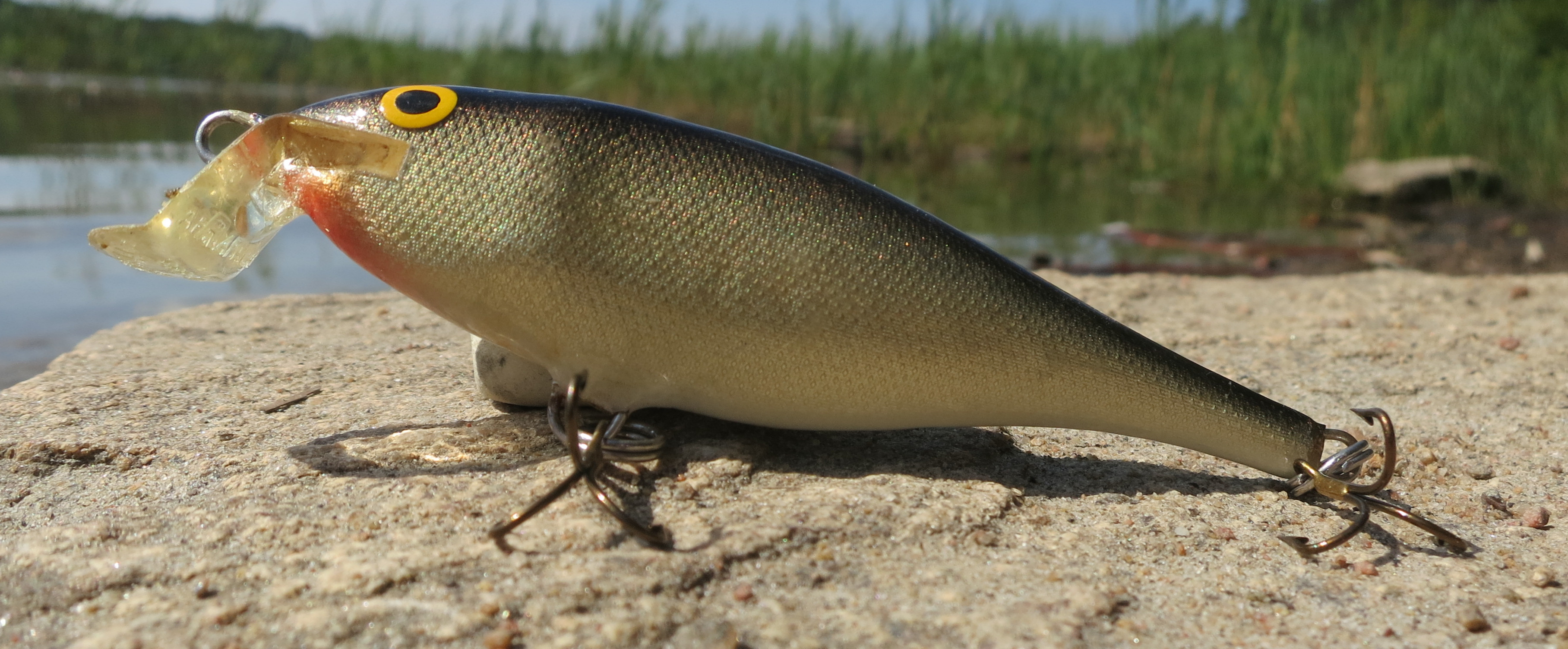
Wobbler von Rapala

Rapala (formell Rapala VMC Corporation) ist einer der führenden Hersteller für Angelzubehör. Die Aktien des Unternehmens werden an der Börse Helsinki gehandelt.

## Geschichte
Gegründet wurde Rapala 1936 in Finnland von Lauri Rapala. Die bekanntesten Produkte sind die Wobbler. Die Modelle Shad Rap, Original und Jointed gelten als die drei meistverkauften Wobbler weltweit. Im Jahr 1959 expandierte Rapala in die USA, 1964 wurden Fischermesser in das Produktsortiment aufgenommen. Rapala ging 1989 an die Börse. Die hundertprozentige Rapala Tochterfirma VMC ist einer der größten Angelhakenproduzenten weltweit.
Rapala verkauft jährlich über 20 Millionen Kunstköder in über 140 Ländern. Es werden auch Messer, andere Anglerwerkzeuge und Videospiele für die Microsoft Xbox, Sony Playstation und Nintendo Wii verkauft.